# Angélique Spincer
Angélique Spincer (* 25. Juni 1984 in Orsay, Frankreich) ist eine ehemalige französische Handballspielerin, die dem Kader der französischen Nationalmannschaft angehörte. Mittlerweile ist sie als Handballtrainerin tätig.

## Karriere

### Im Verein
Spincer spielte ab dem Jahr 2004 beim französischen Erstligisten CJF Fleury-les-Aubrais. Zwei Jahre später schloss sich die Rückraumspielerin, die ebenfalls auf Linksaußen spielen konnte, dem Ligakonkurrenten Issy-les-Moulineaux Handball an, der sich später in Issy Paris Hand umbenannte. Mit Issy Paris Hand gewann sie 2013 den französischen Ligapokal. Weiterhin wurde sie 2010, 2014 sowie 2015 französische Vizemeisterin und stand in den Spielzeiten 2012/13 sowie 2013/14 im Finale eines europäischen Pokalwettbewerbs. Im Jahr 2015 wechselte sie zum französischen Zweitligisten Stella Sports Saint-Maur Handball. Mit dem Abstieg in die dritthöchste französische Spielklasse beendete sie ihre Karriere.

### In der Nationalmannschaft
Spincer gab am 6. Mai 2005 ihr Debüt für die französische Nationalmannschaft. Ein halbes Jahr später folgte mit der Weltmeisterschaft 2005 ihre erste Turnierteilnahme. Mit insgesamt 44 Treffern war sie die torgefährlichste französische Spielerin. Im darauffolgenden Jahr gewann sie bei der Europameisterschaft die Bronzemedaille. Wie beim vorigen Turnier stach sie im französischen Aufgebot mit 35 Treffern als Torschützin heraus. Nachdem Spincer verletzungsbedingt nicht an der Weltmeisterschaft 2007 und an den Olympischen Spielen 2008 teilnehmen könnte, gehörte sie bei der Europameisterschaft 2008 wieder dem französischen Kader an. Als Nächstes lief sie bei der Europameisterschaft 2010 für Frankreich auf. Bei ihrer letzten Turnierteilnahme bei der Weltmeisterschaft 2011 gewann sie die Silbermedaille. Im Finale gegen Norwegen erzielte sie vier Treffer.

### Trainerkarriere
Spincer übernahm direkt nach ihrem Karriereende den Zweitligaabsteiger Stella Sports Saint-Maur Handball. Unter ihrer Leitung gelang der Mannschaft der direkte Wiederaufstieg. Im Sommer 2020 übernahm sie das Traineramt vom Erstligaaufsteiger Handball Plan-de-Cuques.